# Let's Dance 2014
Let's Dance 2014 var den nionde säsongen av TV-programmet Let's Dance som sändes i TV4 mellan 28 februari och 9 maj 2014. Programledare var som tidigare säsong Jessica Almenäs och David Hellenius. Domare var Dermot Clemenger, Ann Wilson och Tony Irving. Vinnare blev Benjamin Wahlgren Ingrosso som dansade med Sigrid Bernson.

## Tävlande
- Steffo Törnquist och Cecilia Ehrling[3]
- Patrik Sjöberg och Maria Bild[4]
- Kenza Zouiten[5][6] och Calle Sterner[7]
- Glenn Hysén och Jeanette Carlsson[8]
- Jasmine Kara[5] och Stefano Oradei [9]
- Lotta Engberg[5] och Alexander Svanberg
- Phoenix[5] och Veera Kinnunen
- Gunhild Carling[10] och Kristjan Lootus
- Benjamin Wahlgren Ingrosso[11] och Sigrid Bernson
- Emma Igelström och Tobias Wallin[12]
- Simon Kachoa och Elisabeth Novotny[13]

## Program

### Program 1
Sändes den 28 februari 2014. Danser som dansades i första programmet var cha-cha-cha, paso doble, slowfox och vals.
1. Lotta Engberg och Alexander Svanberg - Cha cha (Domino)
2. Phoenix och Veera Kinnunen - Paso doble (Counting stars)
3. Glenn Hysén och Jeanette Carlsson - Slow fox (Valborg)
4. Kenza Zouiten och Calle Sterner - Cha cha (Pumpin blood)
5. Steffo Törnquist och Cecilia Ehrling - Paso doble (En sån karl )
6. Emma Igelström och Tobias Wallin - Vals (If I aint got you)
7. Benjamin Wahlgren Ingrosso och Sigrid Bernson - Cha cha (What makes you beautiful)
8. Gunhild Carling och Kristjan Lootus- Slow fox (Beyond the sea)
9. Jasmine Kara och Stefano Oradei - Paso doble (Belong)
10. Patrik Sjöberg och Maria Bild - Vals (I was made for loving you)
11. Simon Kachoa och Elisabeth Novotny - Slow fox (Wrecking ball)

#### Juryns poäng
| Nr | Tävlingspar                                   | Dermot Clemenger | Ann Wilson | Tony Irving | Poängsumma |
| -- | --------------------------------------------- | ---------------- | ---------- | ----------- | ---------- |
| 1  | Lotta Engberg och Alexander Svanberg          | 3                | 3          | 3           | 9          |
| 2  | Phoenix och Veera Kinnunen                    | 5                | 4          | 4           | 13         |
| 3  | Glenn Hysén och Jeanette Carlsson             | 3                | 3          | 2           | 8          |
| 4  | Kenza Zouiten och Calle Sterner               | 5                | 4          | 3           | 12         |
| 5  | Steffo Törnquist och Cecilia Ehrling          | 3                | 3          | 4           | 10         |
| 6  | Emma Igelström och Tobias Wallin              | 2                | 3          | 2           | 7          |
| 7  | Benjamin Wahlgren Ingrosso och Sigrid Bernson | 6                | 6          | 6           | 18         |
| 8  | Gunhild Carling och Kristjan Lootus           | 3                | 4          | 3           | 10         |
| 9  | Jasmine Kara och Stefano Oradei               | 5                | 5          | 6           | 16         |
| 10 | Patrik Sjöberg och Maria Bild                 | 3                | 3          | 2           | 8          |
| 11 | Simon Kachoa och Elisabeth Novotny            | 4                | 4          | 4           | 12         |

#### Utröstningen
I de första programmet röstas ingen ut men nedan visas dock ändå de par som erhöll minst antal poäng sammanlagt från både tittare och jury
| Lägst antal poäng                 |                                  |
| Glenn Hysén och Jeanette Carlsson | Emma Igelström och Tobias Wallin |

### Program 2
Sändes den 7 mars 2014. Danser som dansades i andra programmet var quickstep, rumba, jive och slowfox.
1. Jasmine Kara och Stefano Oradei - Quickstep (On top of the world)
2. Simon Kachoa och Elisabeth Novotny - Rumba (Show me heaven)
3. Patrik Sjöberg och Maria Bild - Jive (Happy)
4. Kenza Zouiten och Calle Sterner - Slow fox (Your song)
5. Emma Igelström och Tobias Wallin - Jive (Crash )
6. Glenn Hysén och Jeanette Carlsson - Rumba (Something stupid)
7. Steffo Törnquist och Cecilia Ehrling - Quickstep (Higher)
8. Phoenix och Veera Kinnunen - Quickstep (I don't feel like dancing)
9. Lotta Engberg och Alexander Svanberg - Slow fox (Cara Mia)
10. Benjamin Wahlgren Ingrosso och Sigrid Bernson - Slow fox (Ain't that a kick in the head)
11. Gunhild Carling och Kristjan Lootus - Rumba (Roar)

#### Juryns poäng
| Nr | Tävlingspar                                   | Dermot Clemenger | Ann Wilson | Tony Irving | Poängsumma | jurypoäng, program 1,2 |
| -- | --------------------------------------------- | ---------------- | ---------- | ----------- | ---------- | ---------------------- |
| 1  | Jasmine Kara och Stefano Oradei               | 6                | 5          | 6           | 17         | 33                     |
| 2  | Simon Kachoa och Elisabeth Novotny            | 3                | 4          | 2           | 9          | 21                     |
| 3  | Patrik Sjöberg och Maria Bild                 | 3                | 3          | 1           | 7          | 15                     |
| 4  | Kenza Zouiten och Calle Sterner               | 6                | 5          | 5           | 16         | 28                     |
| 5  | Emma Igelström och Tobias Wallin              | 2                | 2          | 2           | 6          | 13                     |
| 6  | Glenn Hysén och Jeanette Carlsson             | 3                | 3          | 1           | 7          | 15                     |
| 7  | Steffo Törnquist och Cecilia Ehrling          | 5                | 4          | 5           | 14         | 24                     |
| 8  | Phoenix och Veera Kinnunen                    | 6                | 5          | 6           | 17         | 30                     |
| 9  | Lotta Engberg och Alexander Svanberg          | 4                | 4          | 5           | 13         | 22                     |
| 10 | Benjamin Wahlgren Ingrosso och Sigrid Bernson | 8                | 7          | 7           | 22         | 40                     |
| 11 | Gunhild Carling och Kristjan Lootus           | 6                | 7          | 6           | 19         | 29                     |

#### Utröstningen
Listar de två par som erhöll minst tittar- och juryröster under de två första programmen.

Den av dessa två som är markerad med mörkgrå färg är den som tvingats lämna tävlingen (den till vänster).
| Lägst antal poäng                |                                      |
| Emma Igelström och Tobias Wallin | Lotta Engberg och Alexander Svanberg |

### Program 3
Sändes den 14 mars 2014. Danser som dansades i tredje programmet var tango, paso doble, rumba och slowfox.
1. Glenn Hysén och Jeanette Carlsson - Tango (Beat it)
2. Lotta Engberg och Alexander Svanberg - Paso Doble (Stronger)
3. Steffo Törnquist och Cecilia Ehrling - Rumba (Halo)
4. Gunhild Carling och Kristjan Lootus - Tango (Money Money Money)
5. Phoenix och Veera Kinnunen - Rumba (Everytime we touch)
6. Benjamin Wahlgren Ingrosso och Sigrid Bernson - Paso Doble (Pompeii)
7. Simon Kachoa och Elisabeth Novotny - Tango (Story of my life)
8. Jasmine Kara och Stefano Oradei - Rumba (Show me love)
9. Kenza Zouiten och Calle Sterner - Paso Doble (Sergels torg)
10. Patrik Sjöberg och Maria Bild - Slow fox (Undo)

#### Juryns poäng
| Nr | Tävlingspar                                   | Dermot Clemenger | Ann Wilson | Tony Irving | Poängsumma |
| -- | --------------------------------------------- | ---------------- | ---------- | ----------- | ---------- |
| 1  | Glenn Hysén och Jeanette Carlsson             | 5                | 5          | 4           | 14         |
| 2  | Lotta Engberg och Alexander Svanberg          | 6                | 6          | 5           | 17         |
| 3  | Steffo Törnquist och Cecilia Ehrling          | 3                | 3          | 5           | 11         |
| 4  | Gunhild Carling och Kristjan Lootus           | 7                | 8          | 6           | 21         |
| 5  | Phoenix och Veera Kinnunen                    | 5                | 5          | 5           | 15         |
| 6  | Benjamin Wahlgren Ingrosso och Sigrid Bernson | 10               | 10         | 10          | 30         |
| 7  | Simon Kachoa och Elisabeth Novotny            | 5                | 6          | 4           | 15         |
| 8  | Jasmine Kara och Stefano Oradei               | 8                | 8          | 8           | 24         |
| 9  | Kenza Zouiten och Calle Sterner               | 7                | 6          | 5           | 18         |
| 10 | Patrik Sjöberg och Maria Bild                 | 5                | 5          | 3           | 13         |

#### Utröstningen
Listar de två par som erhöll minst tittar- och juryröster i programmet.

Den av dessa två som är markerad med mörkgrå färg är den som tvingats lämna tävlingen (den till vänster).
| Lägst antal poäng          |                                   |
| Phoenix och Veera Kinnunen | Glenn Hysén och Jeanette Carlsson |

### Program 4
Sändes den 21 mars 2014. Danser som dansades i fjärde programmet var salsa och samba.
1. Gunhild Carling och Kristjan Lootus - Salsa (Maria)
2. Steffo Törnquist och Cecilia Ehrling - Samba (Bamboleo)
3. Kenza Zouiten och Calle Sterner - Salsa (Dance again)
4. Patrik Sjöberg och Maria Bild - Samba (Bailamos)
5. Jasmine Kara och Stefano Oradei - Salsa (Blame it on the boogie)
6. Simon Kachoa och Elisabeth Novotny - Samba (Efter solsken)
7. Glenn Hysén och Jeanette Carlsson - Salsa (Bumpy ride)
8. Lotta Engberg och Alexander Svanberg - Samba (Hips don't lie)
9. Benjamin Wahlgren Ingrosso och Sigrid Bernson - Salsa (Danza Kudoro)

#### Juryns poäng
| Nr | Tävlingspar                                   | Dermot Clemenger | Ann Wilson | Tony Irving | Poängsumma |
| -- | --------------------------------------------- | ---------------- | ---------- | ----------- | ---------- |
| 1  | Gunhild Carling och Kristjan Lootus           | 6                | 6          | 3           | 15         |
| 2  | Steffo Törnquist och Cecilia Ehrling          | 7                | 7          | 7           | 21         |
| 3  | Kenza Zouiten och Calle Sterner               | 7                | 7          | 6           | 20         |
| 4  | Patrik Sjöberg och Maria Bild                 | 4                | 5          | 2           | 11         |
| 5  | Jasmine Kara och Stefano Oradei               | 8                | 7          | 8           | 23         |
| 6  | Simon Kachoa och Elisabeth Novotny            | 6                | 6          | 4           | 16         |
| 7  | Glenn Hysén och Jeanette Carlsson             | 5                | 5          | 4           | 14         |
| 8  | Lotta Engberg och Alexander Svanberg          | 6                | 6          | 6           | 18         |
| 9  | Benjamin Wahlgren Ingrosso och Sigrid Bernson | 9                | 9          | 8           | 26         |

#### Utröstningen
Listar de två par som erhöll minst tittar- och juryröster i programmet.

Den av dessa två som är markerad med mörkgrå färg är den som tvingats lämna tävlingen (den till vänster).
| Lägst antal poäng                 |                                 |
| Glenn Hysén och Jeanette Carlsson | Kenza Zouiten och Calle Sterner |

### Program 5
Sändes den 28 mars 2014. Danser som dansades i femte programmet är paso doble, vals, tango och cha-cha-cha. Alla danspar dansade också en Wienervals där de tre bästa fick 2, 4 och 6 extra poäng av juryn.
1. Simon Kachoa och Elisabeth Novotny - Paso Doble (Hot stuff)
2. Benjamin Wahlgren Ingrosso och Sigrid Bernson - Vals (Mandy)
3. Jasmine Kara och Stefano Oradei - Tango (Knock on wood)
4. Lotta Engberg och Alexander Svanberg - Vals (How deep is your love)
5. Patrik Sjöberg och Maria Bild - Cha Cha (Hooked on a feeling)
6. Kenza Zouiten och Calle Sterner - Vals (I will always love you)
7. Steffo Törnquist och Cecilia Ehrling - Tango (Mamma Mia)
8. Gunhild Carling och Kristjan Lootus - Paso Doble (I will survive)

#### Juryns poäng
| Nr | Tävlingspar                                   | Dermot Clemenger | Ann Wilson | Tony Irving | Extra poäng | Poängsumma |
| -- | --------------------------------------------- | ---------------- | ---------- | ----------- | ----------- | ---------- |
| 1  | Simon Kachoa och Elisabeth Novotny            | 5                | 5          | 4           |             | 14         |
| 2  | Benjamin Wahlgren Ingrosso och Sigrid Bernson | 6                | 6          | 6           |             | 18         |
| 3  | Jasmine Kara och Stefano Oradei               | 8                | 8          | 8           |             | 24         |
| 4  | Lotta Engberg och Alexander Svanberg          | 7                | 7          | 7           | 4           | 25         |
| 5  | Patrik Sjöberg och Maria Bild                 | 4                | 4          | 2           |             | 10         |
| 6  | Kenza Zouiten och Calle Sterner               | 10               | 10         | 10          | 6           | 36         |
| 7  | Steffo Törnquist och Cecilia Ehrling          | 7                | 7          | 6           | 2           | 22         |
| 8  | Gunhild Carling och Kristjan Lootus           | 4                | 4          | 3           |             | 11         |

#### Utröstningen
Listar de två par som erhöll minst tittar- och juryröster i programmet.

Den av dessa två som är markerad med mörkgrå färg är den som tvingats lämna tävlingen (den till vänster).
| Lägst antal poäng                  |                                 |
| Simon Kachoa och Elisabeth Novotny | Jasmine Kara och Stefano Oradei |

### Program 6
Sändes den 4 april 2014. Danser som dansades i sjätte programmet är jive, rumba och quickstep. Alla danspar dansade också en swingathon där de tre bästa fick 2, 4 och 6 extra poäng av juryn.
1. Steffo Törnquist och Cecilia Ehrling - Jive (Tusen och en natt)
2. Jasmine Kara och Stefano Oradei - Jive (Ramlar)
3. Lotta Engberg och Alexander Svanberg - Rumba (Tycker om när du tar på mig)
4. Kenza Zouiten och Calle Sterner - Rumba (Gubben i lådan)
5. Gunhild Carling och Kristjan Lootus - Vals (Strövtåg i hembygden)
6. Patrik Sjöberg och Maria Bild - Quickstep (Lyckligare nu)
7. Benjamin Wahlgren Ingrosso och Sigrid Bernson - Rumba (Sarah)

#### Juryns poäng
| Nr | Tävlingspar                                   | Dermot Clemenger | Ann Wilson | Tony Irving | Extra poäng | Poängsumma |
| -- | --------------------------------------------- | ---------------- | ---------- | ----------- | ----------- | ---------- |
| 1  | Steffo Törnquist och Cecilia Ehrling          | 7                | 7          | 7           |             | 21         |
| 2  | Jasmine Kara och Stefano Oradei               | 7                | 7          | 8           |             | 22         |
| 3  | Lotta Engberg och Alexander Svanberg          | 8                | 8          | 8           | 4           | 28         |
| 4  | Kenza Zouiten och Calle Sterner               | 7                | 7          | 6           | 6           | 26         |
| 5  | Gunhild Carling och Kristjan Lootus           | 8                | 8          | 5           |             | 21         |
| 6  | Patrik Sjöberg och Maria Bild                 | 6                | 7          | 5           |             | 18         |
| 7  | Benjamin Wahlgren Ingrosso och Sigrid Bernson | 9                | 9          | 7           | 2           | 27         |

#### Utröstningen
Listar de två par som erhöll minst tittar- och juryröster i programmet.

Den av dessa två som är markerad med mörkgrå färg är den som tvingats lämna tävlingen (den till vänster).
| Lägst antal poäng               |                               |
| Jasmine Kara och Stefano Oradei | Patrik Sjöberg och Maria Bild |

### Program 7
Sändes den 11 april 2014. Danser som dansades i sjunde programmet var jive, tango, slow-fox, cha-cha och quickstep. Alla par dansade också en tiodans uppdelade i två lag. Ena laget bestod av Kenza, Lotta och Steffo andra av Gunhild, Benjamin och Patrik. De vinnande laget fick 4 poäng per danspar.
1. Lotta Engberg och Alexander Svanberg - Jive (Bara tre små ord)
2. Kenza Zouiten och Calle Sterner - Tango (Just dance)
3. Steffo Törnquist och Cecilia Ehrling - Slow fox (Sunny side of the street)
4. Gunhild Carling och Kristjan Lootus - Cha cha (Signed, sealed, delivered)
5. Benjamin Wahlgren Ingrosso och Sigrid Bernson - Tango (Good song)
6. Patrik Sjöberg och Maria Bild - Quickstep (Have a little faith in me)

#### Juryns poäng
| Nr | Tävlingspar                                   | Dermot Clemenger | Ann Wilson | Tony Irving | Extra poäng | Poängsumma |
| -- | --------------------------------------------- | ---------------- | ---------- | ----------- | ----------- | ---------- |
| 1  | Lotta Engberg och Alexander Svanberg          | 5                | 5          | 7           | 4           | 21         |
| 2  | Kenza Zouiten och Calle Sterner               | 8                | 8          | 8           | 4           | 28         |
| 3  | Steffo Törnquist och Cecilia Ehrling          | 7                | 8          | 8           | 4           | 27         |
| 4  | Gunhild Carling och Kristjan Lootus           | 8                | 8          | 7           |             | 23         |
| 5  | Benjamin Wahlgren Ingrosso och Sigrid Bernson | 6                | 6          | 5           |             | 17         |
| 6  | Patrik Sjöberg och Maria Bild                 | 5                | 5          | 4           |             | 14         |

#### Utröstningen
Listar de två par som erhöll minst tittar- och juryröster i programmet.

Den av dessa två som är markerad med mörkgrå färg är den som tvingats lämna tävlingen (den till vänster).
| Lägst antal poäng                    |                               |
| Lotta Engberg och Alexander Svanberg | Patrik Sjöberg och Maria Bild |

### Program 8
Sändes den 18 april 2014. Danser som dansades i åttonde programmet var quickstep, jive, tango och cha-cha. Alla par dansade också en filmbattle där juryn delade ut 4, 6, 8, 10 och 12 poäng.

#### Danser

##### Dans 1
1. Benjamin Wahlgren Ingrosso och Sigrid Bernson - Quickstep (Crazy in love)
2. Kenza Zouiten och Calle Sterner - Jive (I’m a believer)
3. Patrik Sjöberg och Maria Bild - Tango (We don’t need another hero)
4. Gunhild Carling och Kristjan Lootus - Quickstep (9 to 5)
5. Steffo Törnquist och Cecilia Ehrling - Cha Cha (Moves like jagger)

##### Dans 2
1. Steffo Törnquist och Cecilia Ehrling - Filmbattle (Eye of the tiger)
2. Kenza Zouiten och Calle Sterner - Filmbattle (Pretty Woman)
3. Patrik Sjöberg och Maria Bild - Filmbattle (Mission Impossible theme)
4. Gunhild Carling och Kristjan Lootus - Filmbattle (He's a pirate)
5. Benjamin Wahlgren Ingrosso och Sigrid Bernson - Filmbattle (Slå dig fri)

#### Juryns poäng
| Nr | Tävlingspar                                   | Dermot Clemenger | Ann Wilson | Tony Irving | Extra poäng | Poängsumma |
| -- | --------------------------------------------- | ---------------- | ---------- | ----------- | ----------- | ---------- |
| 1  | Benjamin Wahlgren Ingrosso och Sigrid Bernson | 9                | 9          | 9           | 10          | 37         |
| 2  | Kenza Zouiten och Calle Sterner               | 9                | 9          | 7           | 4           | 29         |
| 3  | Patrik Sjöberg och Maria Bild                 | 3                | 6          | 6           | 6           | 21         |
| 4  | Gunhild Carling och Kristjan Lootus           | 10               | 10         | 10          | 12          | 42         |
| 5  | Steffo Törnquist och Cecilia Ehrling          | 5                | 5          | 7           | 8           | 25         |

#### Utröstningen
Listar det paret som erhöll minst tittar- och juryröster i programmet.

Den som är markerad med mörkgrå färg är den som tvingats lämna tävlingen (den till vänster).
| Lägst antal poäng               |
| Kenza Zouiten och Calle Sterner |

### Program 9
Sändes den 25 april 2014. Danser som dansades i nionde programmet var jive, paso doble och vals. Alla par dansade också en fusiondans med tango, rumba, paso doble, slowfox, quickstep och cha cha.

#### Danser

##### Dans 1
1. Gunhild Carling och Kristjan Lootus - Jive (Can't buy me love)
2. Patrik Sjöberg och Maria Bild - Paso Doble (Bonfire heart)
3. Steffo Törnquist och Cecilia Ehrling - Vals (If you don't know me by now)
4. Benjamin Wahlgren Ingrosso och Sigrid Bernson - Jive (Take on me)

##### Dans 2
1. Patrik Sjöberg och Maria Bild - Tango till Rumba (Lovefool)
2. Steffo Törnquist och Cecilia Ehrling - Paso doble till Slowfox (Its my life)
3. Gunhild Carling och Kristjan Lootus - Slowfox till Cha cha (Raise your glass)
4. Benjamin Wahlgren Ingrosso och Sigrid Bernson - Rumba till Quickstep (You can't hurry love)

#### Juryns poäng
| Nr | Tävlingspar                                   | Dermot Clemenger | Ann Wilson | Tony Irving | Poängsumma |
| -- | --------------------------------------------- | ---------------- | ---------- | ----------- | ---------- |
| 1  | Gunhild Carling och Kristjan Lootus           | 9+7              | 8+8        | 9+6         | 26+21=47   |
| 2  | Patrik Sjöberg och Maria Bild                 | 3+4              | 4+5        | 3+3         | 10+12=22   |
| 3  | Steffo Törnquist och Cecilia Ehrling          | 8+8              | 6+7        | 8+9         | 22+24=46   |
| 4  | Benjamin Wahlgren Ingrosso och Sigrid Bernson | 10+10            | 10+10      | 10+10       | 30+30=60   |

#### Utröstningen
Listar de två par som erhöll minst tittar- och juryröster i programmet.

Den av dessa två som är markerad med mörkgrå färg är den som tvingats lämna tävlingen (den till vänster).
| Lägst antal poäng             |                                      |
| Patrik Sjöberg och Maria Bild | Steffo Törnquist och Cecilia Ehrling |

### Program 10
Sändes den 2 maj 2014. Danser som dansades i tionde programmet var jazz, disco, hiphop, quickstep, paso doble och tango.

#### Danser

##### Dans 1
1. Steffo Törnquist och Cecilia Ehrling - Jazz (New York, New York)
2. Gunhild Carling och Kristjan Lootus - Disco (Disco Inferno)
3. Benjamin Wahlgren Ingrosso och Sigrid Bernson - Hiphop (Hey ya!)

##### Dans 2
1. Steffo Törnquist och Cecilia Ehrling - Quickstep (Higher)
2. Gunhild Carling och Kristjan Lootus - Paso Doble (I will survive)
3. Benjamin Wahlgren Ingrosso och Sigrid Bernson - Tango (Good song)

#### Juryns poäng
| Nr | Tävlingspar                                   | Dermot Clemenger | Ann Wilson | Tony Irving | Poängsumma |
| -- | --------------------------------------------- | ---------------- | ---------- | ----------- | ---------- |
| 1  | Steffo Törnquist och Cecilia Ehrling          | 9+ 6             | 8+6        | 9+7         | 26+19=45   |
| 2  | Gunhild Carling och Kristjan Lootus           | 9+9              | 9+8        | 7+10        | 25+27=52   |
| 3  | Benjamin Wahlgren Ingrosso och Sigrid Bernson | 10+9             | 10+10      | 10+9        | 30+28=58   |

#### Utröstningen
Listar det par som erhöll minst tittar- och juryröster i programmet.

Den som är markerad med mörkgrå färg är den som tvingats lämna tävlingen.
| Lägst antal poäng                   |
| Gunhild Carling och Kristjan Lootus |

### Program 11
Sändes den 9 maj 2014. Danser som dansades i elfte programmet var paso doble, jive, quickstep, slowfox och showdans.

#### Danser

##### Dans 1
1. Benjamin Wahlgren Ingrosso och Sigrid Bernson - Quickstep (Crazy in love)
2. Steffo Törnquist och Cecilia Ehrling - Jive (Tusen och en natt)

##### Dans 2
1. Benjamin Wahlgren Ingrosso och Sigrid Bernson - Paso Doble (Pompeii)
2. Steffo Törnquist och Cecilia Ehrling - Slowfox (Sunny side of the street)

##### Dans 3
1. Steffo Törnquist och Cecilia Ehrling - Showdans (Let me entertain you)
2. Benjamin Wahlgren Ingrosso och Sigrid Bernson - Showdans (Saturday Night Fever)

#### Juryns poäng
| Nr | Tävlingspar                                   | Dermot Clemenger | Ann Wilson | Tony Irving | Poängsumma  |
| -- | --------------------------------------------- | ---------------- | ---------- | ----------- | ----------- |
| 1  | Benjamin Wahlgren Ingrosso och Sigrid Bernson | 10+10+10         | 9+10+10    | 9+10+10     | 28+30+30=90 |
| 2  | Steffo Törnquist och Cecilia Ehrling          | 9+9+10           | 9+8+10     | 9+10+10     | 27+27+30=84 |

#### Vinnare
Listar nedan det par som erhöll flest antal tittarröster och därmed vann Let's Dance 2014.
| Vinnare                                       |
| Benjamin Wahlgren Ingrosso och Sigrid Bernson |